# 小行星1446
小行星1446（1446 Sillanpaa）是一颗围绕太阳公转的小行星。1938年1月26日，爾約·維薩拉在图尔库发现了此天体。
該小行星以芬蘭作家，1939年諾貝爾文學獎得主弗蘭斯·埃米爾·西蘭帕命名。
这颗小行星的绝对星等为196.5757270966225等。